# Président du Conseil des ministres du Liban
 (novembre 2017).
Si vous disposez d'ouvrages ou d'articles de référence ou si vous connaissez des sites web de qualité traitant du thème abordé ici, merci de compléter l'article en donnant les références utiles à sa vérifiabilité et en les liant à la section « Notes et références ».
Le président du Conseil des ministres du Liban, sous appelé Premier ministre du Liban, est le chef du gouvernement du Liban depuis la création de la fonction en 1926. Nommé par le président de la République libanaise, il s'agit toujours d'une personne de religion sunnite, selon la Constitution et par convention selon le Pacte national libanais et l'accord de Taëf, en vertu du système confessionnel. À la tête du gouvernement, il exerce le pouvoir exécutif dans le cadre d'un régime parlementaire.
L'actuel titulaire du poste est Nawaf Salam depuis le 8 février 2025.

## Principe de désignation
D'après la Constitution libanaise, adoptée en 1926, il est nommé par le président de la République. Cependant, bien que cela ne soit pas expressément mentionné dans ladite constitution, une entente tacite, connue sous le nom de Pacte national libanais, conclu en 1943, et confirmée par l'accord de Taëf signé en 1989 qui modifie la constitution pour mettre un terme à la guerre civile libanaise qui durait depuis 1975, a pour principe que le titulaire du poste soit un musulman sunnite à chaque cycle électoral depuis lors, selon un système confessionnel de partage du pouvoir. Néanmoins, plusieurs premiers ministres dans le passé ont été chrétiens.

## Rôle
D'après l'article 64 de la constitution du Liban, le président du Conseil des ministres est le chef du gouvernement. Il le représente et s’exprime en son nom. Il est considéré comme responsable de l’exécution de la politique générale tracée par le Conseil des ministres. 
Il exerce les prérogatives suivantes : 
1. Il préside le Conseil des ministres, et est de droit vice-président du Conseil supérieur de Défense.
2. Il procède aux consultations parlementaires en vue de former le Gouvernement dont il contresigne avec le président de la République le décret de formation du gouvernement. Dans le délai de trente jours suivant la parution de ce décret, le Gouvernement doit présenter à la Chambre des députés sa déclaration ministérielle en vue d’obtenir la confiance. Le Gouvernement ne peut exercer ses prérogatives avant l’obtention de la confiance ni après sa démission ni après avoir été considéré comme démissionnaire, que dans le sens étroit de l’expédition des affaires courantes.
3. Il expose la politique générale du Gouvernement devant la Chambre des députés.
4. Il contresigne avec le président de la République tous les décrets à l’exception de celui le désignant chef du gouvernement ainsi que le décret acceptant la démission du Gouvernement ou le considérant comme démissionnaire.
5. Il signe le décret de convocation à l’ouverture d’une session extraordinaire, les décrets promulguant les lois ou les renvoyant pour seconde lecture.
6. Il invite le Conseil des ministres à se réunir et établit son ordre du jour. Il informe préalablement le président de la République des sujets y figurant ainsi que des sujets urgents qui seront discutés.
7. Il suit les activités des administrations et des établissements publics, assure la coordination entre les ministres et donne les directives générales en vue de garantir la bonne marche du travail.
8. Il tient des réunions de travail avec les parties concernées dans l’État en présence du ministre compétent.